# William Beresford
William Carr Beresford (2 oktober 1768 - Bedgebury Cross, 8 januari 1856) was een Brits militair en politicus. Als generaal was hij actief tijdens de Spaanse Onafhankelijkheidsoorlog en in het politieke leven was hij in het eerste kabinet van Arthur Wellesley 'Master-General' van het leger.

## Biografie
William Beresford werd geboren als een buitenechtelijk kind van George Beresford, Markies van Waterford. In 1785 trad Beresford in het leger in. Hij raakte echter het jaar daarop al blind aan een oog door een ongeluk met een musket, ondanks zijn ongeluk bleef hij in dienst. In 1791 werd hij gepromoveerd tot kapitein van het 69ste regiment en was daarmee actief in Toulon, Egypte, en Zuid-Afrika. Na zijn dienst in Zuid-Afrika werd hij overgeplaatst naar Zuid-Amerika om Argentinië binnen te vallen en waar ze verslagen door de Spanjaarden. Hij verbleef zes maanden in gevangenschap in Argentinië, in 1807 keerde hij terug naar Engeland.
Vanuit Engeland werd hij al snel overgeplaatst naar Madeira wat hij veroverde in naam van de koning van Portugal. Toen Arthur Wellesley in 1809 arriveerde in Lissabon als opperbevelhebber van de Portugees-Engelse leger werd Beresford een van zijn onderofficieren. Beresford stond tijdens de campagnes tijdens de Spaanse Onafhankelijkheidsoorlog vaak aan de zijde van de Hertog van Wellington. Door zijn verdiensten voor het Koninkrijk Portugal werd hij in 1811 verheven tot Graaf van Trancoso. Na een ziekbed van enkele maanden keerde hij in 1812 terug aan het front.
Na het Verdrag van Valençay en daarmee de vrede op het Iberische Schiereiland keerde Beresford terug naar Engeland. Hij maakte enkele reizen naar Brazilië en in 1820 keerde hij terug naar Portugal. In 1828 werd hij door de nieuwe premier Arthur Wellesley aangesteld als Meester-generaal van het Leger. Na de val van het kabinet trok hij zich terug op zijn landgoed in Bedgebury Cross, waar hij ook stierf.
- Gemeinsame Normdatei: 119516632
- International Standard Name Identifier: 0000 0000 6675 0569
- Library of Congress Control Number: n95015868
- Nationale Bibliotheek van Israël: 987007366612405171
- Nederlandse Thesaurus van Auteursnamen: 075089092
- Système universitaire de documentation: 10241131X
- Virtual International Authority File: 10657808
- WorldCat: E39PBJrKQcJtXJG3pxcfM8xv73